# Thrichocalydon
Thrichocalydon é um gênero de coleóptero da tribo Callidiini (Cerambycinae); compreende uma única espécie com distribuição na Argentina e Chile.

## Sistemática
- Ordem Coleoptera
  - Subordem Polyphaga
    - Infraordem Cucujiformia
      - Superfamília Chrysomeloidea
        - Família Cerambycidae
          - Subfamília Cerambycinae
            - Tribo Callidiini
              - Gênero Thrichocalydon (Bosq, 1951)
                - Thrichocalydon havrylenkoi (Bosq, 1951)